# Alpiscorpius beta
Espèce
Synonymes
- Euscorpius germanus beta Caporiacco, 1950

Alpiscorpius beta est une espèce de scorpions de la famille des Euscorpiidae.

## Distribution
Cette espèce se rencontre en Italie au Piémont et en Vallée d'Aoste et en Suisse au Valais.

## Description
Le mâle décrit par Kovařík, Štundlová, Fet et Šťáhlavský en 2019 mesure 24,199 mm.

## Systématique et taxinomie
Cette espèce a été décrite sous le protonyme Euscorpius germanus beta par Caporiacco en 1950. Elle est placée en synonymie avec Euscorpius germanus par Valle et al. en 1971 puis avec Euscorpius alpha par Gantenbein, Fet, Barker et Scholl en 2000. Elle est relevée de sa synonymie et placée dans le genre Alpiscorpius par Kovařík, Štundlová, Fet et Šťáhlavský en 2019.

## Publication originale
- Caporiacco, 1950 : Le specie e sottospecie del genere Euscorpius viventi in Italia ed in alcune zone confinanti. Atti della Accademia nazionale dei Lincei, Roma, sér. 8, vol. 2, no 4, p. 159-230.